# 358-ма піхотна дивізія (Третій Рейх)
358-ма піхотна дивізія (Третій Рейх) (нім. 358. Infanterie-Division) — піхотна дивізія Вермахту, що входила до складу німецьких сухопутних військ у роки Другої світової війни.

## Історія з'єднання
358-ма піхотна дивізія була сформована 10 березня 1940 року як формування регіональних стрільців (нім. Landesschützen) дев'ятої хвилі мобілізації в Кракові на окупованої Німеччиною Польщі. Її початковий штат був набраний зі штабу 540-ї оберфельдкомендантури, і спочатку дивізія складалася з 644-го, 645-го та 646-го піхотних полків, по три батальйони кожен, загалом дев'ять піхотних батальйонів у дивізії. Крім того, вона мала артилерійську батарею, розвідувальний загін, роту зв'язку та дивізійні підрозділи підтримки й забезпечення. Особовий склад 358-ї піхотної дивізії в основному набирався зі старших чоловіків, яких призвали на службу після початку війни.
З березня до травня дивізія перебувала у підпорядкуванні Командування прикордонної частини «Південь» (нім. Grenz-Abschnitts-Kommando Süd), частини німецьких окупаційних сил у Польщі. У червні 1940 року, після перемоги німців у битві за Францію, з'єднання передали до складу Резервної армії вермахту (нім. Befehlshaber des Ersatzheeres), де вона була у підпорядкуванні командувача 16-ї армії в німецькій військовій адміністрації в окупованій Франції.
23 серпня 1940 року 358-ма піхотна дивізія була розформована після повернення до VIII військового округу. Батальйон III./645 став 722-м охоронним батальйоном, батальйони I./644, II./644, I./645, II./645, I./646 і II./646 стали вартовими батальйонами (нім. Heimat-Wach-Bataillone), їм було доручено нагляд за військовополоненими в Німеччині. Батальйони III./644 та III./646 були розпущені.

## Райони бойових дій
- Польща (березень — травень 1940)
- Франція (травень — серпень 1940)

## Командування

### Командири
- генерал-лейтенант Рудольф Пільц (10 березня — 23 серпня 1940)

### Підпорядкованість
| Час     | Корпус | Армія | Група армій (округ)                                    | Штаб             |
| ------- | ------ | ----- | ------------------------------------------------------ | ---------------- |
| 1940    |        |       |                                                        |                  |
| червень |        | 16 А  | Військова адміністрація у Бельгії та Північній Франції | Північна Франція |

### Склад
| 1940                                   |
| -------------------------------------- |
| 644-й піхотний полк                    |
| 645-й піхотний полк                    |
| 646-й піхотний полк                    |
| 358-ма артилерійська батарея           |
| 358-й розвідувальний загін             |
| 358-ма дивізійний рота зв'язку         |
| 358-мє дивізійне управління постачання |